# Шалопуты
Шалопу́ты (также шелапуты) — сектантское течение, возникшее в Российской империи в Тамбове в конце 60-х годов XIX в. под влиянием идей мистицизма и распространённое, в основном, на юге и юго-востоке России. Течение вышло из секты хлыстов (по другой версии из молокан).

## Название
Владимир Бонч-Бруевич в письме в наркомат внутренних дел товарищу Бородиной пишет: «Это название украинское: шалый путь. Это чисто миссионерское название, которым названо громадное количество сектантов, принадлежащих к различным толкам, с целью оскорбить и унизить этих людей и показать, что вот, мол, Православная Церковь стоит на правильном, а эти люди на неправильном пути.» Это слово не употреблялось самими членами секты — сами себя они называли «духовными христианами» или «братьями духовной жизни».

## История
Примерным временем начального появления секты считается 1875 год. Основателем секты является Порфирий Касатонов, крестьянин Борисоглебского уезда Тамбовской губернии, который объявил себя «живым богом».
После смерти Касатонова в 1886 году во главе секты становится ейский мещанин Р. П. Лихачёв, также носивший титул «живого бога».
Упоминание о шелапутах есть у П. И. Мельникова (Андрея Печерского) в его «Письмах о расколе», впервые опубликованных в 1862 г.

## Основные отличия от традиционного христианства
Шалопуты не признавали Троицы, а именно бытия Бога, как ипостаси и как лица.
В основе вероучения секты — идея братства всех людей. Шалопуты предпринимали многочисленные попытки объединения средств производства, общежития, создания коллективных крестьянских хозяйств. Священным признавался только физический труд, в первую очередь труд землепашца.
Шалопуты не признавали церковные таинства, отказывались от крещения, считая, что водное крещение омывает только лишь тело, а не душу, а покаяние и причащение в их обычных формах не достигают цели.
Отвергали священство. Отвергали Второе пришествие, Страшный суд и воскресение мёртвых. Не признавая буквальное понимание Евангелия, упоминаемые в нём события объясняли иносказательно, а всё остальное его содержание толковали лишь в духовном смысле.
Шалопуты отвергали также церковный брак, заменив его «браком по духу», то есть по взаимной склонности. Внебрачные половые связи считались естественными и не преследовались, однако поощрялось бытовое целомудрие.
Бог, по их образу мыслей, наполняет собой всё сущее на Земле, а также может вселяться в некоторых людей как для постоянного, так и для временного пребывания. Постоянного пребывания могут удостоиться лишь избранные, и то при соблюдении условия строгого исполнения заповедей, даваемых им руководством секты, а также строжайшего исполнения сорокадневного поста.

## Трактовка Ветхого Завета
Историю Всемирного потопа шалопуты объясняют как историю о том, что людские пороки затопили Землю, а ковчег есть истинная церковь, в которой нашли спасение истинно верующие. Рай и ад существуют лишь только в сердце человека.

## Трактовка Нового Завета
Самым первым переселением божественной сути в человеческую плоть было, по их мнению, вселение Бога в Моисея. Вселение продолжается и в настоящее время. Следующим, после Моисея, вселением божества было вселение в Иисуса Навина, а затем, переселяясь то в одну, то в другую плоть, божество вошло в Иисуса Христа, который был, по учению сектантов, до этого абсолютно простым человеком. Дева Мария научила его благочестивой жизни и умению правильно веровать в Бога. Именно это и значит, что Мария «родила» Иисуса Христа при «непорочном зачатии», поскольку зачатия, как такового, по мнению шалопутов, вовсе не было.
После данного обучения Иисус постился сорок дней («распял свою плоть»), и уже после этого в его тело вселилось божество и Иисус воскрес, (то есть не в прямом смысле, а в духовном — стал праведником). Иисус Христос набрал учеников и составил для них заповеди.
Через некоторое время Мария и Иисус Христос умерли, плоть их истлела, и божество перешло в учеников Иисуса Христа, а после их смерти вселилось в их последователей. Некоторое время был значительный промежуток, когда божество оставило наш мир и не вселялось в плоть. Тогда оставшиеся верные последователи собрались вместе, приняли на себя усиленный пост, по окончании которого взошли на гору и усиленной молитвой умилостивили и упросили божество снова сойти на землю. Так божество вселилось в начальников шалопутской секты.

## Конец света
По мнению шалопутов, будет всего двадцать четыре переселения божества, что, по их мнению, указано в IV гл., 4 ст. Апокалипсиса. При последнем старце последует конец света, который представлялся им в прекращении зла и начале господстве добра, которое уже будет царствовать вечно.

## Особенности
К особенностям секты шалопутов относится наименование «богородицами» не только женщин, но и мужчин, поскольку, по их мнению, и последние «рождают словом», то есть научением правильной веры в бога, других людей. Точно так же «христом» может быть не только мужчина, но и женщина, ибо божество может вселяться равно как в мужчин, так и в женщин.
Нравственные принципы шалопутов выражались в следующих правилах:
- не есть мясного;
- не употреблять алкоголь;
- жить в чистоте (удалении от супружеского соития);
- не произносить скверных слов;
- слушать старшего брата общины;
- жить в любви и единодушии со всеми верующими;
- повиноваться мирской власти по правде;
- собираться на молитву в установленное время.

Молитвенные собрания шалопутов существовали в двух видах: одни совершались после обеда каждый воскресный день, другие устраивались в ночное время.
Воскресные собрания состояли из чтения избранных мест Нового Завета, а также из чтения апокрифических повестей. Чтение сопровождалось разъяснением и пением.
Ночные молитвенные собрания (или «радения»), имели название «скинии Божией», а также «апостольской, пророческой литургии» и «тайной вечери» и почитались шалопутами как самое богоугодное действие. Помимо чтений и пения, на ночных собраниях проводились исповеди перед старшими и радения, которые состояли в том, что во время пения некоторые из сектантов выходили на середину комнаты для собраний и, впадая в экстаз, «пророчествовали».

## Распространение
Течение шалопутов было распространено, кроме Тамбовской губернии, где оно появилось впервые, также в некоторых станицах Кубанской области и в области Войска Донского, а кроме того и в Ставропольской, Полтавской, Екатеринославской, Харьковской, Воронежской, Херсонской, Таврической, Курской губерниях. Некоторые группы шалопутов были в Петербургской и других губерниях. Примерно в конце XIX века шалопутское течение попало под сильное влияние штундизма, молоканства и толстовства.

## В настоящее время
Сведений о существовании секты шалопутов в настоящее время нет.